# نبرد لاس ناواس دتلوسا
نبرد ناواس دتلوسا یا نبرد عقاب (انگلیسی: Battle of Las Navas de Tolosa)، نبردی است در سال ۱۲۱۲ میلادی که نقطه عطفی برای مسیحیان برای بازپس‌گیری اندلس به‌شمار می‌رود. این نبرد بین نیروهای متحد مسیحی به رهبری آلفونسوی هشتم کاستیل و موحدون به رهبری خلیفه محمد الناصر در نزدیکی منطقه ناواس دتلوسا رخ داد که با پیروزی قاطع مسیحیان همراه بود. بعد از این نبرد بود که بازپس‌گیری اندلس توسط مسیحیان سرعت بیشتری گرفت تا اینکه در سال ۱۴۹۲ میلادی اندلس به‌طور کامل توسط مسیحیان مسخر گردید.